# 우크라이나 민주개혁동맹
우크라이나 민주개혁동맹(우크라이나어: Український демократичний альянс за реформи Віталія Кличка) 혹은 약칭 UDAR(우크라이나어: УДАР, "타격" 혹은 "펀치"라는 뜻)은 우크라이나의 전직 헤비급 복서이자 세계 복싱 평의회(WBC) 세계 헤비급 명예 챔피언인 비탈리 클리치코가 창당한 우크라이나의 정당이다. 2013년부터는 유럽 국민당의 옵서버로 활동하고 있다.
법적으로 UDAR은 2005년 3월 창당등록을 한 "유럽 캐피털"(우크라이나어: Політична партія "Європейська столиця")이 개명해서 이어져 내려왔다. 2010년 4월 24일 키이우의 지역 정치연맹체인 비탈리 클리치코 블록을 기반으로 현재의 이름으로 당명을 변경하면서 사실상 창당되었다.
2012년 우크라이나 총선에서는 최고 라다에서 40석을 얻었다. 2014년 우크라이나 총선에서는 페트로 포로셴코 블록과 선거연합을 이루기로 결정하고 비례선거명부에서 1순위에 UDAR의 당수인 비탈리 클리치코가 오르는 등 UDAR 당원(무당파주의)이 약 30%를 차지했다. 페트로 포로셴코 블록은 이 선거에서 132석으로 선거에서 승리했다. 2015년 8월 28일에는 UDAR이 공식적으로 페트로 포로셴코 블록으로 합병되었다.
2019년 5월 클리치코는 2019년 우크라이나 총선에 독립정당으로 참여할 것이라고 발표했다. 실제로 총선 당시 UDAR은 독립정당으로 참여하긴 했지만 15개 선거구에서만 후보를 내보냈으며 이 중 1석도 당선되지 못했다.
2020년 키이우 지방선거에서는 UDAR이 키이우 시의회 120개 의석 중 30개 의석을 획득하는 데 성공했다. 같은 선거에서 클리치코는 키이우 시장선거에서 50.52%의 득표율로 시장에 당선되었다.

## 역사

### 유럽 캐피털 시절
우크라이나의 정당 "유럽 캐피털"은 2005년 3월 공식적으로 등록되었고 당시 당대표는 우크라이나의 기업인이었던 레우 파르트샬라제였다. 2006년 우크라이나 총선에서는 0.04%의 지지율로 봉쇄조항을 돌파하지 못했으며, 2007년 우크라이나 총선에는 참여하지 못했다. 2009년 2월 경에는 당이 정당명을 "신국가"로 바꿨다. 레우 파르트샬라제는 2008년 키이우 지방선거에서 비탈리 클리츠코 블록 후보로 출마해 키이우 시의회 의원에 당선되었으나 2010년 12월 2일 블록과 지속적으로 다른 방향으로 투표했다는 이유로 블록에서 제명되었다.

### 우크라이나 민주개혁동맹 수립

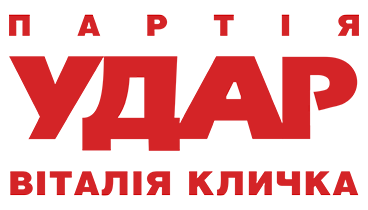
2010년부터 흡수 전까지 사용했던 구 정당 로고.

2010년 4월 24일 당대회에서 정당 "새국가"는 "우크라이나 민주개혁동맹"으로 정당명을 바꿀 것을 의결했고 신임 당대표로 복서였던 비탈리 클리츠코를 선출했다. 2010년 7월 중순에는 공식적으로 비탈리 클리츠코의 우크라이나 민주개혁동맹(UDAR)으로 이름을 변경하며 현 정당으로 이어졌다.
2010년 우크라이나 지방 선거에서 민주개혁동맹은 자치단체와 주의회 의원 약 400명을 당선시켰다.
키이우 시의회의 비탈리 클리츠코 블록은 2011년 2월 민주개혁동맹으로 완전히 회파명을 변경하고 이동했다. 민주개혁동맹은 키이우에서 가장 많은 지지를 얻었다.
2011년 9월 UDAR 대표인 클리츠코는 2012년 우크라이나 총선을 앞두고 다른 정당과의 합당 가능성 논의를 열어두고 있다고 밝혔다. 2011년 12월 UDAR은 비탈리 클리츠코와 시민의 입장당이 합당 논의를 하고 있다고 밝혔다. 하지만 시민의 입장은 2012년 총선에서 바티키우시나에 합류하여 선거를 치렀다.
UDAR은 2011년 11월 독일 기독교민주연합과 파트너십을 맺었다. UDAR은 독일 정부와 아데나워재단의 지지를 받았고 특히 앙겔라 메르켈과 더불어 보수적인 유럽 국민당의 지지를 받았다. 독일의 잡지 슈피겔이 입수한 정보에 따르면 이는 "크렘린의 영향력 확대에 대응하기 위해 의도적으로 키이우의 새로운 강자로 클리치코를 세우는 것이 목표"라고 봤다. 크리스토프 호이스겐, 로날트 포팔라, 기도 베스터벨레 등 독일의 여러 정치인들도 UDAR 지지를 약속했다.
UDAR은 독재저항위원회에 참가하지 않았다. 하지만 2012년 1월 22일 동맹과 위원회는 정치적 행동을 같이하겠다는 합의서를 맺었다.
2010년 3월부터 민주개혁동맹은 여러 여론조사에서 봉쇄조항 기준(2011년 11월부터 5%로 오름)을 지속적으로 넘는 지지율을 보였다. 당이 발표한 비례명부에서는 우크라이나의 모든 정치적 스펙트럼에서 각 정당이 대표했던 후보들이 섞여나왔다.
민주개혁동맹은 유럽 국민당 가입신청을 했고 2012년 4월 5일 국민당은 UDAR을 당의 옵서버 자격으로 가입을 받아들였다.
2012년 7월 클리츠코와 민주개혁동맹당은 새 의회에서 지역당과 협력하지 않겠다고 발표했다. 8월에는 당내에서 총선에 나온 후보(와 아자로우 제1내각에 협력하지 않은 모든 정당에서) "심리적, 육체적 압박"을 받았으며 이는 받지 않은 사람들보다도 10배는 더 힘들었다고 말했다.
2012년 10월 28일 2012년 우크라이나 총선이 열리기 2주 전, UDAR은 바티키우시나 후보를 위해 지역구 소선거구에 출마한 26명의 후보를 지명철회했고 대신에 바티키우시나는 야당 득표율을 극대화하기 위해 UDAR을 지지하여 26개 국회의원 후보 자리를 UDAR에게 양보했다. 선거 결과 UDAR은 비례투표에서 13.97%의 지지율을, 소선거구에서는 6명의 당선자(총 225개 선거구 중 183개 선거구에서 후보 공천)가 나와 총 40석을 얻는 데 성공했다. UDAR의 지역별 지지도는 타 정당에 비하면 지역별로 큰 편차를 보이지 않았다. 선거 이후 무소속 후보로 당선되었던 야로슬라우 두브네비치와 페디르 네호이가 12월 12일 UDAR 회파에 가입했다. 같은 날에는 UDAR의 교섭단체장(원내대표)로 비탈리 클리츠코가 선출되었다. UDAR은 2012년 총선의 주요 야당인 바티키우시나 및 전우크라이나 연합 "자유"(스보보다)와 협력하기로 결정했다.

### 2012년 총선 이후
2012년 12월 말에는 UDAR과 조지아의 통합국민운동당이 협력 협정에 서명했다.
2013년 5월 UDAR, 바티키우시나, 스보보다 3개당은 2015년 예정된 우크라이나 대통령 선거를 앞두고 정당간 협력하기로 약속을 맺었다. 9월 6일에는 UDAR이 유럽 국민당의 '옵서버' 지위를 부여받았다.
클리치코는 2014년 2월 28일 2014년 우크라이나 대통령 선거에 나갈 것이라고 말했다. 하지만 3월 29일 마음을 바꾸고 5월 25일 예정된 2014년 키이우 지방 선거에서 키이우 시장직에 도전하겠다고 발표했다. 2014년 대통령 선거에서 클리치코는 페트로 포로셴코 후보를 지지했다. 클리치코는 2014년 키이우 지방 선거에서 약 57%의 지지율로 키이우 시장직에 당선되었다. 포로셴코도 2014년 대선에 당선되어 5월 25일 우크라이나의 대통령에 취임했다. 클리치코는 6월 5일 키이우의 시장으로 취임했다.
클리치코가 키이우의 시장에 취임한 같은 날, 우크라이나 의회는 의원이 다른 활동과 겸직할 수 없다는 이유로 클리치코의 의원 자격을 박탈했다. 2014년 6월 7일에는 클리치코를 이어 UDAR의 원내대표에 비탈리 코발추크가 당선되었다.

### 페트로 포로셴코 블록과 합당
9월 2일, UDAR의 원내대표 코발추크는 자당과 페트로 포로셴코 블록이 2014년 3월 29일 "총선 공동참여"에 동의하고서 2014년 10월 예정된 2014년 우크라이나 총선에서 이를 수행하는 '형식'을 어떻게 할지에 대해 논의중이라고 밝혔다. 9월 15일에는 페트로 포로셴코 블록의 비례명부 명단 중 30%는 UDAR 당원으로 채워질 것이며, UDAR의 대표인 클리치코가 비례명단 최상위로 올라간다는 소문이 있었으나 클리치코는 자신은 키이우의 시장직을 사퇴하지 않겠다고 발표했다. 페트로 포로셴코 블록은 2014년 우크라이나 총선에서 총 132석을 얻어 82석을 얻은 인민전선을 제치고 제1당으로 올랐다. 당시 인민전선은 비례투표에서 22.14%의 지지율로 21.81%의 지지를 받은 페트로 포로셴코 블록보다는 더 많은 비례의원이 당선되었으나, 소선거구 당선에서는 포로셴코 블록이 69명이 당선된 반면 인민전선은 18명만 당선된 차이를 보였다.
2015년 8월 28일 페트로 포로셴코 블록과 UDAR이 하나의 정당인 페트로 포로셴코 블록으로 합당했다. 2015년 8월 28일 열린 합당 당대회에서 당대표에 클리치코가 당선되었다.
2017년까지도 UDAR은 명목상 여전히 정당으로 등록되어 있었으며, 총 2명의 직원이 고용되어 있었다. 전 UDAR 당원이자 우크라이나의 변호사였던 드미트로 벨로체르코베츠는 "당은 우크라이나의 법률이 요구하는데 필수적인 기능만 유지하고 있다"고 말했다.

### 다시 독립정당으로
2019년 5월 18일 당대표 클리치코는 2019년 우크라이나 총선을 앞두고 독립된 정당으로 출마하겠다고 발표했다.
6월 4일에는 클리치코가 전 조지아의 대통령이었던 미헤일 사카슈빌리가 세운 신당 지도부에 합류하고 2019년 7월 예정된 조기선거에 UDAR와의 선거협력을 제안했지만 사카슈빌리는 이를 거절했다.
2019년 7월 열린 우크라이나 총선에서 UDAR은 15개 소선거구에만 후보를 공천해서 내보냈다. 하지만 전원 낙선하여 의석을 얻지 못했다. 가장 많은 지지율이 나왔던 선거구는 이바노프란키우스크주의 제89선거구에 출마한 유리 솔로베이로 14.83%의 지지를 받았다. 두 번째로 높은 지지율이 나왔던 선거구는 키이우시의 선거구로 발렌틴 몬드리이우스키가 4.84%의 지지를 받았다.
2020년 키이우 지방 선거에서는 UDAR이 키이우 시장 후보로 클리치코를 지명했다. 클리치코는 시장 선거에서 50.52%의 지지율로 1차 투표에서 바로 당선되었다. 또한 시의회 선거에서는 30명의 시의원이 당선되었다. 우크라이나 전역에서 UDAR은 총 187명의 지방 의원(총 지방의원의 0.43%)이 당선되었다. 키이우 주의회에서는 UDAR이 9위를 차지해 1석도 얻지 못했다.

## 선거 결과

### 최고 라다
| 연도   | 득표                 | 득표율               | 의석     | 변화 | 집권당   | 참조                                 |
| ------ | -------------------- | -------------------- | -------- | ---- | -------- | ------------------------------------ |
| 2006년 | 12,027               | 0.04                 | 0 / 450  | 보합 |          | "유럽 캐피털" 정당으로 참여          |
| 2007년 | 참여하지 않음        | 참여하지 않음        |          |      |          | "유럽 캐피털" 정당으로 참여          |
| 2012년 | 2,847,878            | 13.97                | 40 / 450 | 40   | 야당     |                                      |
| 2014년 | 페트로 포로셴코 블록 | 페트로 포로셴코 블록 |          |      | 연립정부 | 페트로 포로셴코 블록의 비당파로 참여 |
| 2019년 | 소선거구 참여        | 소선거구 참여        | 0 / 424  |      | 원외정당 |                                      |

### 키이우 시의회
| 연도   | 득표    | 득표율 | 의석     | 변화 | 집권당   | 참조                          |
| ------ | ------- | ------ | -------- | ---- | -------- | ----------------------------- |
| 2008년 | 122,243 | 10.61  | 15 / 120 | 1    | 야당     | 비탈리 클리치코 블록으로 참여 |
| 2014년 | 535,709 | 40.54  | 77 / 120 | 62   | 집권여당 |                               |
| 2015년 | 237,970 | 27.56  | 52 / 120 | 25   | 집권여당 | 페트로 포로셴코 블록으로 참여 |
| 2020년 | 138,239 | 19.98  | 30 / 120 | 22   | 집권여당 |                               |